# Lewis S. Ford
Lewis Stanley Ford (* 18. November 1933 in Leonia, New Jersey; † 14. Oktober 2018 in Morrisville, North Carolina) war ein US-amerikanischer Philosoph und Theologe, der durch seine Beiträge zur Prozessphilosophie und zur Prozesstheologie bekannt wurde.

## Leben
Ford besuchte die weithin anerkannte Phillips Academy in Andover, Massachusetts. Nach dem Abschluss 1951 besuchte er das Yale College und legte 1955 den Bachelor of Arts magna cum laude ab. Anschließend ging er für ein Jahr nach Deutschland, wo er Vorlesungen in Münster hörte. Nach seiner Rückkehr studierte er ein Jahr an der Emory University. Danach wechselte er wieder nach Yale und begann 1957 ein Promotionsstudium. Im gleichen Jahr heiratete er Anne Lide, mit der er die Töchter Stephanie Anne and Rachel Lynn bekam. Seine Dissertation bei John E. Smith über Paul Tillich stellte er 1962 fertig. Mit einer Danforth Fellowship konnte er ein weiteres Jahr biblische Studien an der Yale Divinity School durchführen.
Nach Yale unterrichtete Ford zunächst am MacMurray College, 
Jacksonville, und im Anschluss am Raymond College an der University of the Pacific, Stockton, Philosophie. Von 1970 bis 1973 erhielt er eine Stelle an der Penn State University, wo er eine NEH Fellowship erhielt. 1974 schließlich wurde er auf eine volle Professur an der Old Dominion University in Norfolk, Virginia berufen, wo er bis zu seinem Ruhestand 1996 lehrte.
Ford starb am 14. Oktober 2018 im Alter von 84 Jahren in Morrisville, North Carolina.

## Lehre
Maßgeblich für Fords Entwicklung war ein Studienaufenthalt in den späten 1960er Jahren in Claremont am Center for Process Studies, wo er an einem wöchentlichen Seminar mit John B. Cobb teilnahm. Während Ford eine eng an Whitehead ausgerichtete Position der Prozessphilosophie vertrat, versuchte Cobb, eher an Hartshorne orientiert, Fragen zur Weiterentwicklung des Prozessdenkens aufzuwerfen. In der Folge begründeten Ford und Cobb 1971 gemeinsam eine neue Zeitschrift, die Process Studies. Die Auseinandersetzung über die idealistische Ausrichtung Hartshornes und den realistischen Ansatz Whiteheads führte zu einer Studie, in der Ford die beiden Positionen mit Hegel in Beziehung setzte. Im Anschluss veröffentlichte Ford eine Untersuchung über die Möglichkeit, Whiteheads Philosophie mit einer biblischen Theologie zu verbinden. Als sein Hauptwerk gilt die im Anschluss entstandene Arbeit über die philosophische Entwicklung Whiteheads im Zeitraum zwischen 1925, dem Jahr der ersten Schrift zur neuen Metaphysik bei Whitehead (Science and Modern Word), und 1928, der ausgereiften Position Whiteheads in Prozess und Realität. Indem er Brüche und Wandel in Whiteheads Denken in diesem kurzen Zeitraum aufzeigte, hat Ford einen wichtigen und viel zitierten Beitrag zum Verständnis Whiteheads geleistet. 
Schließlich entwickelte Ford einen eigenen Weg in der Prozesstheologie, indem er alternative Vorstellungen (concepts) von Gott erarbeitete, wobei er auf traditionelle Konzepte der philosophischen Theologie Bezug nahm. Whiteheads Problem sah er darin, dass Gott als Einheit niemals abgeschlossen und vollendet ist. Etwas was noch nicht abgeschlossen ist, ist noch nicht bestimmt und deshalb nicht erkennbar. Deshalb hatte Hartshorne Gott nicht als Singularität, sondern als Einheit einer Vielheit beschrieben, deren abgeschlossene Elemente für den Menschen erfassbar sind. Ford hingegen setzt Gott mit der Aktivität der Zukunft gleich, in der es ein Zusammenwirken Gottes mit dem Menschen gibt. Für Ford erfassen die Geschöpfe Gott als ihre zukünftigen Möglichkeiten. Deshalb ist Kreativität von Gott abgeleitet und die Subjektivität eine Realisierung von Gott im Menschen.

## Schriften
- The ontological foundation of Paul Tillich's theory of the religious symbol, Diss. Yale 1962
- Two Process Philosophers. Hartshorne’s Encounter with Whitehead. American Academy of Religion, Tallahassee/FL 1973
- The Lure of God. The Biblical Background of Process Philosophy. Fortress Press, Philadelphia/PA 1976
- The Emergence of Whitehead’s Metaphysics, 1925–1929. State University of New York Press, Albany/NY 1984
- Transforming Process Theism. Sunny Press 2000

als Herausgeber
- Exploration in Whitehead's Philosophy. Fordham University Press 1983 (16 Aufsätze)